# وو هانشیونگ
وو هانشیونگ (انگلیسی: Wu Hanxiong؛ زادهٔ ۲۱ ژانویهٔ ۱۹۸۱) ورزشکار شمشیربازی اهل چین است.
وی در مسابقات کشوری و بین‌المللی در مجموع برندهٔ ۱ مدال نقره شده‌است.